# Nowy Garwarz
Nowy Garwarz – wieś w Polsce położona w województwie mazowieckim, w powiecie ciechanowskim, w gminie Glinojeck.
| SIMC    | Nazwa  | Rodzaj    |
| ------- | ------ | --------- |
| 1053895 | Rycica | część wsi |

Wierni Kościoła rzymskokatolickiego należą do parafii św. Stanisława Biskupa Męczennika w Glinojecku.
W latach 1975–1998 miejscowość administracyjnie należała do województwa ciechanowskiego.
Wieś powstała ok. 1870 roku, poprzez wydzielenie jej od Garwarza, którego później nazwę zmieniono na Stary Garwarz.
W 1939 roku we wsi mieszkało 305 mieszkańców. Po wojnie, w 1945 roku liczba ludności wynosiła 296 osób, zaś w 1998 – 151.
W poniższej tabeli została przedstawiona liczba urodzeń i zgonów w poszczególnych latach:
| Rok       | 1893 | 1895 | 1897 | 1898 | 1917 | 1920 | 1921 | 1945 |
| --------- | ---- | ---- | ---- | ---- | ---- | ---- | ---- | ---- |
| Urodzenia | 7    | 6    | 8    | 8    | 5    | 4    | 12   | 4    |
| Zgony     | 11   | 8    | 3    | 12   | 3    | 4    | 9    | 10   |

We wsi istniała straż pożarna, której działalność zagasła.